# 米卡·韦于吕宁
米卡·華利倫（芬蘭語：Mika Väyrynen，1981年12月28日—），出生在瑞典埃斯基爾斯蒂納，是一名芬蘭足球員，現效力列斯聯，司職中場。

## 球會
華利倫出身自芬超球會拉迪，後來加盟另一支芬蘭球會約克里特。2001年，他轉投海倫芬，並憑在擊敗國際米蘭的賽事中的表現，成為球隊的正選球員。2003/04球季，他成為球的中場核心。他總共代表球會在荷甲上陣101次，並且攻入17球。

### PSV燕豪芬
2005年夏天，華利倫轉投PSV燕豪芬。他對這宗轉會說道：「PSV對我來說是最佳選擇。在海倫芬我學會踢簡易的足球。我不再是芬蘭踢球的球員，戰術上和身體上也成長很多。」時任PSV燕豪芬領隊胡斯·軒迪克以他來取代離隊的馬克·雲保美。2005/06球季，他由於腳踝受傷缺席了球季早段的賽事，在2005年12月17日對威廉二世的賽事中復出，並迅即攻入處子入球。然而，他無法取得正選位置，只能夠偶而替補上陣，最終PSV燕豪芬連續兩季成功取得聯賽冠軍。
其後，華利倫與格拉斯哥流浪和英超新貴打比郡扯上關係，他在2007年8月差點正式加盟打比郡，但是由於小腿受傷而告吹。
2008年夏天，華利倫再次與格拉斯哥流浪扯上關係，與此同時也有另一支比利時球隊，據稱是布魯日。儘管，打比郡降班至英冠，但是打比當地電台指他仍然再度與打比郡扯上關係。

### 海倫芬
2008年3月31日，在轉會市場結束前兩天，華利倫重返前球會海倫芬，並且簽約三年和選擇自動續約一年的附加條款。2009年，他在對阿積士的賽事中膝部受傷，導致他缺陣至2009年結束。他在海倫芬的最後一季中，總共上陣30次，取得9個聯賽入球。

### 列斯聯
2011年9月13日，華利倫加盟英冠球會列斯聯，並且簽約一年和選擇自動續約一年的附加條款。有傳聞指他也受到薩爾斯堡紅牛的青睞，但是在最後關頭被列斯聯介入。

## 國家隊
華利倫是芬蘭的重要球員。2002年3月20日，他在對南韓的賽事中處子上陣。2003年6月，他在對塞黑和意大利的表現獲高度評價。

## 榮譽

### PSV燕豪芬
- 荷甲冠軍：2005–06、2006–07

- 荷蘭盃：2009年

## 外部連結
- （英文）米卡·韦于吕宁的X（前Twitter）
- （文） Profile at FA of Finland's official website
- （英文）Mika Väyrynen Fansite
- （英文）Profile （页面存档备份，存于） at ESPNsoccernet
- （荷兰文）www.psvweb.nl profile